# Барто Агнія Львівна
Агні́я Льві́вна Барто́ (рос. Агния Львовна Барто; *4 (17) лютого 1901, Ковно — †1 квітня 1981, Москва) — російська радянська дитяча поетеса, письменниця, драматургиня.

## Життєпис
Агнія Барто народилася в місті Ковно (Литва). Навчалася у гімназії, де під впливом творчості Ахматової та Маяковського почала писати власні вірші. Паралельно з навчанням в гімназії займалася в хореографічному училищі. Справжнє ім'я письменниці — Гітель Лейбівна Волова. Змінила ім'яб вперше одружившись. Чоловіком поетеси став поет Павло Барто, спільно з яким Агнія написала три вірші.
Друкувалась з 1925 року. Лаконізм, яскрава образність — характерні риси найкращих її творів («Вірші дітям», Сталінська премія, 1950).
Авторка кількох кіносценаріїв (картини «Підкидьок» (1939), «Слон і мотузочок» (1945), «Альоша Птіцин виробляє характер» (1953), «Шукаю людину» (1973, за однойменною книгою та по циклу радіопередач А. Барто на Радіо «Маяк» — про пошуки людей, які загубилися під час радянсько-німецької війни), а також до українського фільму «Справжній товариш» (1936, реж. Л. Бодик, А. Окунчиков).
Працювала в редакційній раді Детгиз і журналу «Мурзилка». Була головою секції дитячих письменників м. Москва (РСФСР).
Твори Барто видані в українських перекладах Наталі Забіли, Оксани Іваненко, Марії Пригари, Грицька Бойка.

## Факти
У місті Дніпро вулиця Агнії Барто у рамках деколонізації була перейменована на вулицю Івана Багряного.